# Nandaprayāg
Nandaprayāg är en ort i Indien.   Den ligger i distriktet Chamoli och delstaten Uttarakhand, i den norra delen av landet, 280 km nordost om huvudstaden New Delhi. Nandaprayāg ligger 925 meter över havet och antalet invånare är 1 433.
Terrängen runt Nandaprayāg är bergig österut, men västerut är den kuperad. Nandaprayāg ligger nere i en dal. Runt Nandaprayāg är det ganska tätbefolkat, med 104 invånare per kvadratkilometer. Närmaste större samhälle är Gopeshwar, 9,0 km norr om Nandaprayāg. I omgivningarna runt Nandaprayāg växer i huvudsak blandskog.